# Phaonia rhodesi
Phaonia rhodesi är en tvåvingeart som beskrevs av Malloch 1929. Phaonia rhodesi ingår i släktet Phaonia och familjen husflugor. Inga underarter finns listade i Catalogue of Life.